# M'Baye Niang
M'Baye Niang (født 19. december 1994 i Meulan-en-Yvelines) er en fransk/senegalesisk professionel fodboldspiller, der for tiden spiller for Torino FC i Italien, udlejet fra AC Milan.

## Ungdoms karriere
Niang blev født i en lille by i Frankrig ved navn Meulan-en-Yvelines, af senegalesiske forældre. Som 7-årig startede Niang med at spille fodbold, i den lokale klub Basse-Seine Les Mureaux. Han spillede i denne klub i 2 år, inden han i 2003 skiftede til AS Poissy. Efter 4 år i AS Poissy, blev Niang spottet af to talentspejdere fra SM Caen. Talentspejderne vidste godt, at Niang muligvis kunne være en af de personer, som er ældre end de selv fortalte. Denne mistanke kom mest i tale fordi, at Niang allerede var 175 cm som 13 årig. Det endte med, at Niang skiftede til Caen i 2007, hvor han tilbragte 3 år på deres akademi.

## Klub karriere

### SM Caen
Som 13-årig spillede Niang til klubbens akademi. Allerede som 15-årig spillede Niang for klubbens U19 hold. Træner Philippe Tranchant, sagde følgende om Niang: Han har en utrolig potentiale. Vi har aldrig set en spiller som ham i denne klub. Eftersom Niang havde haft en god 2009-2010 sæson for klubbens U19 hold, blev han i 2010 rykket op på klubbens 2. hold (reserve hold), som spillede i landets 4. division. Han fik sin debut den 14. august 2010 i et 0-0 opgør mod US Avranches. Han spillede imponerende godt for 2. holdet, og gjorde sig bemærket i klubber som Juventus, Manchester City og Tottenham. Sidst nævnte klub bød endda €8 millioner for spilleren, men Caen takkede pænt nej.
Den 18. februar 2011 skrev Niang under på sin første professionelle kontrakt med Caen. Han blev for første gang kaldt op til en førsteholdskamp den 23. april 2011, og dagen efter fik han sin debut for klubben i 1-1 opgøret imod Toulouse FC, hvor han blev skiftet ind halvlegen. Hermed blev Niang den yngste spiller nogensinde til at debutere for klubben med sine 16 år og 114 dage. En uge efter startede han for første gang inde på banen for en professionel klub, i 4-0 sejren over OGC Nice. Den 7. maj 2010 scorede Niang sit første professionelle mål i et 1-1 opgør mod RC Lens.
Niang nåede at spille 22 andenholds kampe, og 30 førsteholds kampe. Han scorede i alt 10 mål for begge hold i ligaen.

### AC Milan
I starten af 2012/2013 sæsonen, blev Niang kædet sammen med flere store klubber som Tottenham, Arsenal, og Everton. Men det blev den 28. august 2012 bekræftet, at Niang skiftede til italienske AC Milan. Niang havde dagen før haft en snak med klubbens præsident Adriano Galliani, hvor de bl.a. også havde spist middag sammen i Milano. Han skrev under på en 3-årig kontakt.
Den 13. december 2012 i en Coppa Italia kamp imod Reggina, blev han skiftet ind, og scorede et mål. Hermed blev Niang den 2. yngste målscorer for klubben, med sine 17 år og 350 dage.

### HSC Montpellier
Den 1. januar 2014 skiftede Niang til HSC Montpellier på en lejekontrakt.

### Watford F.C.
Den 26. januar 2016 skiftede Niang til Watford F.C. på en lejekontrakt. Han spillede sin første kamp den 31. januar 2016 mod Arsenal F.C. som venstrefløj.

## Personlige liv
I starten af 2012/2013 sæsonen blev Niang stoppet af politiet, for at køre bil uden kørekort. Ifølge kilder fortalte Niang Carabinieri politiet, at han var holdkammeratten Bakaye Traoré, en handling, som han efterfølgende benægtede.